# Lời từ biệt
Lời từ biệt (tựa gốc tiếng Anh: The Farewell) là một bộ phim điện ảnh hài-chính kịch của Mỹ năm 2019 do Lulu Wang đạo diễn kiêm viết kịch bản. Phim có sự góp mặt của Awkwafina, Tzi Ma, Diana Lin, Zhao Shuzhen, Lu Hong và Jiang Yongbo. Nội dung phim xoay quanh một gia đình sau khi biết được bà của họ chỉ còn sống được một thời gian ngắn, đã quyết định giấu bà và lên lịch họp mặt gia đình trước bà lâm chung.
Tác phẩm được chiếu trong phần tranh cử phim chính kịch Mỹ hay nhất tại Liên hoan phim Sundance 2019 Tại lễ trao giải Quả cầu vàng lần thứ 77, bộ phim đã nhận được 2 đề cử và giành chiến thắng ở hạng mục Nữ diễn viên phim ca nhạc/hài xuất sắc nhất cho Awkwafina.